# 威利 (北歐神祇)
威利（Vili），包爾（Borr）和女巨人貝斯特拉（Bestla）的孩子。他的兄弟是奧丁（Odin）和菲（Ve），是創造世界和創造人類的神。當三兄弟利用樹枝創造了人類後，威利給他們理性與動作，因此威利代表的意思是「精神」。同樣的造人神話中，另一說法是奧丁和海尼爾（Honir）和洛德（Lodour），所以推測威利的另一個名字就是海尼爾。
在紀錄中，奧丁和威利和菲被形容為是三位一體的存在，這也許是因為當時的紀錄者都是基督徒的關係；當時的基督傳教士會利用當地已有的神話傳說，並加以轉化比擬以符合基督教意。另外，在一些詩歌中，提到奧丁曾經離開阿斯嘉特（Asgard）出遊，而這段時間威利和菲（Vili）就取代奧丁的位置，而且共有弗麗嘉（Frigg）。直到奧丁回來之後篡位者才偷偷跑走。奧丁離開的這七個月，北方的霜巨人趁機用寒冰冰封大地，這也是北歐人解釋冬天由來的故事；每年的五月一日的祭典就是為了歡迎奧丁歸來。